# Gamera 2 - Legion shūrai
Gamera 2 - Legion shūrai (ガメラ2 レギオン襲来?, Gamera 2 Legion Shūrai, lett. "Gamera 2 - L'invasione di Legion"), noto in inglese come Gamera 2: Attack of Legion,  è un film del 1996 diretto da Shusuke Kaneko, secondo film della trilogia Heisei di Gamera.

## Trama
Anno 1996: è passato un anno dallo scontro tra Gamera e i Gaos a Tokyo.
Un meteorite cade nei pressi di Sapporo, e contemporaneamente compaiono insetti giganti che si nutrono di silicio e strane piante che ricoprono l'intera città.
Poco tempo dopo compare un fiore gigante, che inizia ad accumulare un alto livello di ossigeno. La dottoressa Honami ritiene che il fiore sia una sorta di rampa di lancio naturale con cui gli insetti possono colonizzare altri pianeti. A questo punto compare Gamera, che distrugge il fiore, ma subito dopo la tartaruga è attaccata dagli insetti, che di lì a poco si fondono in un unico mostro chiamato Legion (rimando biblico all'episodio presente in vari Vangeli nel quale Gesù scacciava da un uomo vari demoni, che si facevano chiamare appunto Legione).
Gamera deve ritirarsi, e contemporaneamente un altro fiore compare a Sendai. La tartaruga vola verso la città, ma è trafitta da Legion. Con le forze che gli rimangono, Gamera si getta sul fiore, facendolo esplodere e distruggendo Sendai. I militari scoprono che le onde elettromagnetiche attirano Legion, che dunque ora marcia verso Tokyo, ignorando gli attacchi dell'esercito. Asagi, la ragazza che grazie all'amuleto donatole dal padre nel film precedente è in grado di stabilire un legame psichico con Gamera, riesce a resuscitare quest'ultimo, a costo però della distruzione dell'amuleto. Gamera, completamente rinvigorito, affronta Legion in un grande scontro che vede il mostro nemico distrutto da un'onda Mana della tartaruga gigante.